# Iszkaszentgyörgy
Iszkaszentgyörgy es un pueblo en el distrito de Székesfehérvár del condado de Fejér, Hungría.